# Louis-Marie Michon
Pour les articles homonymes, voir Michon.
Pour les autres membres de la famille, voir famille Michon.
Louis-Marie Michon, né le 2 novembre 1802 à Blanzy et mort le 6 mai 1866 à Paris, est un chirurgien français.

## Biographie
Fils d'un chirurgien au bailliage de Montcenis qui fut maire de Blanzy, à l'aube de l'Empire, Louis-Marie Michon a fait ses études de médecine à Paris, où il a eu pour condisciples et collègues Émile Littré, Natalis Guillot et Antoine-Constant Danyau, et été reçu interne en 1825.
Élève de Guillaume Dupuytren à l'Hôtel-Dieu, il devient rapidement l'un des chirurgiens les plus consultés, notamment dans l'entourage de Louis-Philippe et de la famille royale. Dirigeant successivement les services de Cochin puis de l'Hôtel-Dieu, il se distingue, lors de la Révolution de 1848, en interdisant l'accès de son service aux forces de l'ordre venues poursuivre des blessés des barricades.
Nommé professeur agrégé à la Faculté, il est reçu à l'Académie de médecine et fonde avec un groupe de collègues la Société de Chirurgie, qu'il présidera l'année suivante.
Très lié avec son ancien collègue d'internat, Émile Littré, il aidera ce dernier à acquérir une maison où il composera son fameux Dictionnaire de la langue française.
Il a peu écrit, mais on retiendra un mémoire sur l'autoplastie de la face et des tentatives de traitement de paralysies vésicales par l'électricité. Son éloge sera prononcé en 1873 par Félix Guyon, père de l'urologie française. 
Il avait été élevé au rang d’officier de la Légion d'Honneur. Il est inhumé à Montcenis. Il est le père du docteur Joseph Michon.

## Travaux
- Remarques et observations sur plusieurs points d'anatomie et de chirurgie (Thèse inaugurale).
- De la carie et de la nécrose (Thèse pour l'agrégation).
- Structure et développement de l'encéphale et de la moëlle épinière (Thèse pour une chaire d'anatomie).
- Des opérations que nécessitent les fistules vaginales (Thèse pour la chaire de médecine opératoire).
- Du cancer cutané (Thèse pour une chaire de clinique chirurgicale).
- Des tumeurs synoviales de la partie inférieure de l'avant-bras, de la face palmaire du poignet et de la main (Thèse pour une chaire de clinique chirurgicale).
- Mémoire sur les rétrécissements de l'urèthre.
- Mémoire sur quelques cas d'autoplastie de la face.
- Mémoire et observations pour servir à l'histoire de l'application de la suture au traitement des plaies.
- Mémoire sur la résection du maxillaire supérieur, avec conservation de la voûte palatine et du rebord alvéolaire.
- Mémoire sur l'électricité appliquée au traitement de la paralysie de la vessie.
- Article « Amputation », dans le Dictionnaire des études médicales pratiques.
- Article « Hernie crurale », dans le même ouvrage.
- Rapports et observations dans les recueils des sociétés savantes.